# Забија
Забија (1370-тих - после 1403) (Грчки:Ζαμπíα Παλαιολογίνα) познат и као Зампеа или Изабела, је била византијска принцеза, ванбрачна ћерка цара Манојла II Палеолога. Била је византијска принцеза из династије Палеолога. По неким изворима је ванбрачна ћерка цара Јована V Палеолога (1341–1391) и удала се за посланика и преводиоца Иларија Дорија, са којим је имала најмање две ћерке. Њено име можда није било Зампија, како су је каснији историчари могли именовати помешавши је са једном од њених ћерки овог имена.

## Биографија
Забија је била удата за Ђеновљанина Илариона Дорију. Помиње се у путопису кастиљанског посланика Руја Гонзалеса Клавиха који је 1403. године, посетио Цариград. О свом боравку оставио је сведочанство. Цар му је обезбедио водича, Илариона Дорију, кога Клавихо описује као зета цара Манојла II, односно мужа његове ванбрачне ћерке. Дорија је био значајна личност у византијској дипломатији; у преговорима са Западом. Документ из 1392. године сведочи о његовом преласку у православну веру. Ово је вероватно везано за његову женидбу. Забија се, дакле, удала око 1390. године. Вероватно је рођена седамдесетих година 14. века. Доналд Никол је сматрао да је љубавница цара Манојла II, Забијина мајка, припадала роду Дермокаитеса. Мавгоржата Донбровска је претпоставила да је Манојло упознао Забијину мајку у Венецији 1370. године. Карл Хопф пише да је Забија имала три кћери: Изабелу, удату за османског принца Мустафу, Манфредину, удату за Јована Хрисолороса и неименовану ћерку удату за Георгија Саула. Такође даје податак и о Манфрединој кћери Теодори удатој за Франческа Филелфа. Халкокондил пише о браку Доријине ћерке чије име не наводи и Сулејмана, турског принца. Постоје изворна сведочанства и о браку њихове ћерке и Мустафе, сина султана Мехмеда I. Георгије Сфранцес пише о Георгију Изаулу, зету Илариона Дорије.

### Породично порекло и име
Зампија Палеолог се помиње као ванбрачна ћерка византијског цара Манојла II Палеолога (1391–1425) у хроникама из 16. века Васељенске цариградске патријаршије, које такође бележе њену удају за Иларија Дорију, Италијански племић који је прешао из католичанства у православље и служио је византијској влади као посланик и преводилац. Иако се овај однос кроз историју често узимао као исправан, вероватно је грешка преписивача хроника; савремени грчки извори означавају Иларија као Манојловог гамброса (што може значити било син по закону или зет, вероватно извор грешке), али западни документи га експлицитно означавају као Манојлов когнатус, или левир сорориус (девер). То значи да је Зампија заправо била Манојлова полусестра и тиме ванбрачна ћерка његовог оца цара Јована V Палеолога (1341–1391).
Византинтолог Тјери Ганчу, који је испитивањем релевантних докумената показао да је Зампија била Манојлова сестра, а не ћерка, такође је довео у сумњу да ли се њено име заиста звало Зампија. Зампија је било необично име у византијском свету пошто је била грчка верзија западноевропског имена Изабела; име се иначе појављује само у византијским записима за жене са запада као што су Изабела од Вилардуена, принцеза од Ахаје, и Изабел де ла Рошет, утицајна дворска дама царице Ане Савојске (Јованове мајке). Иако је Ганчу приметио да је могуће да је цар Јован V својој ћерки дао италијанско име пошто му је мајка била Италијанка, Ганчу је тврдио да би било чудно да византијски цар да такво име једном од своје деце, чак и ако су била ванбрачна, и сугерише да је писар Патријаршијске хронике помешао име кћери цара Јована V са именом једне од њених кћери. Ганчу је сугерисала да је вероватније да је имала „класично“ византијско женско име као што су Теодора, Ирена, Марија, Хелена, Ана или Ефросинија. Имена Зампиа или Исабела Палаиолог се без обзира на то рутински користе за означавање принцезе од стране историчара.

## Живот
Зампиа Палеологина је рођена касних 1370-их. Идентитет њене мајке је непознат. Доналд Никол је веровао да је она можда била део племићке породице Дермокаита. Џон В. Баркер је уместо тога сугерисао да је Зампијина мајка била западњакиња, можда из Венеције, због њеног каснијег брака са Иларионом Доријом. Хипотеза да је Зампијина мајка била Млечанка такође произилази из претходног веровања да је била Манојлова ћерка – њену мајку је упознао током његовог боравка у Венецији од 1370. до 1373. године.
О Зампији се бринуо њен брат цар Манојло II све док је он био жив. Удала се за Иларија Дорија у Цариграду 1392. године. Иларијево превођење у православље, забележено у априлу 1392. године, могло се десити у вези са браком. Од 1397. до средине 1403. године. Иларион је био у Италији као део византијског посланства. Зампија га није пратила и за то време је остала у Цариграду.

## Деца
Зампија је имала најмање двоје деце са Иларијем Доријом, обе ћерке и обе су се вероватно родиле након Иларионвог повратка у Цариград 1403. године. Иларион је имао и трећу познату ћерку, Манфредину, која се удала за Јована Хрисолора, мада је спорно да ли је и она била ћерка Зампије; Просопографски Лексикон дер Палеолога наводи да је Зампија имала три ћерке, али је Ганчу закључио да је Манфредина вероватно била ванбрачна или из претходног брака.
- Зампиа Палеологина Дориа (удала се 1421/1422. године), најстарија ћерка. Ганчу је закључио да се она звала Зампија (Изабела) пошто се Иларијева мајка звала Изабела Салваиго и сумњао је да је Зампија Палеолог која се помиње у патријархалним записима била забуна за Иларионову ћерку. Зампиа Палеологина Дориа се удала за османског принца и претендента Кучука Мустафу 1421. или 1422. године.[1][5] Византинци су јој после венчања доделили престижну, али празну титулу „дама од Анадолије“ (уместо очекиване емириса, „емирове жене“).[5][10]
- Друга ћерка (удала се 1421/1422. године), удата за „Ђорђа Изаула“ 1421. или 1422. године. Изаул је касније забележен 1420-их од стране Георгија Сфранцеса као пратиоц Димитрија II Палеолога.[5] Сугерише се да је Изаул био иста особа као и лишени трона епирски деспот Ђорђe де Буонделмонти.[11]